# Пилоты из Таскиги
«Пилоты из Таскиги» (англ. Tuskegee Airmen) — неофициальное название группы военных лётчиков-афроамериканцев, которые сражались во Второй мировой войне. Получила своё название по городу Таскиги (штат Алабама), в котором они проходили обучение. Выпускники группы формировали 332-ю истребительную группу и 477-ю группу бомбардировщиков ВВС США. Название также относится к навигаторам, бомбардирам, механикам, инструкторам, начальникам экипажа, медсёстрам, поварам и другим членам вспомогательного персонала.
Все чернокожие американские лётчики, служившие в ВВС США в 1940-х годах, обучались на авиабазе Мотон-Филд, расположенной в 5,6 км от города Таскиги, и получили образование в Университете Таскиги. В группу, помимо американцев, также вошли пять гаитян из ВВС Гаити и один пилот из Тринидада.
99-я эскадрилья преследования (позже — 99-я истребительная) была первой чёрной эскадрильей и была развёрнута за рубежом (в Северной Африке в апреле 1943 года, а затем в Сицилии и Италии). 332-я истребительная группа, которая первоначально включала 100-ю, 301-ю и 302-ю истребительные эскадрильи, была первой чёрной авиагруппой. Она была развёрнута в Италии в начале 1944 года. В июне 1944 года 332-я истребительная группа начала выполнять миссии сопровождения тяжёлых бомбардировщиков. В июле 1944 года в её состав была включена 99-я истребительная эскадрилья.
Первоначально 99-я истребительная эскадрилья была оснащена истребителями-бомбардировщиками Curtiss P-40 Warhawk. 332-я истребительная группа и её истребительные эскадрильи были оснащены самолётами Bell P-39 Airacobra (март 1944 года), позднее Republic P-47 Thunderbolt (июнь-июль 1944 года) и, наконец, самолётами, с которыми они чаще всего ассоциировались, North American P-51 Mustang (июль 1944 года). Когда пилоты 332-й группы покрасили хвосты своих P-47 в красный цвет, они получили прозвище «Красные хвосты». Красные маркировки, отличавшие авиабазу Таскиги, включали красные полосы на носах Р-51, а также красный руль; P-51B и D Mustang летали с аналогичными цветовыми схемами, с красными пропеллерами, жёлтыми полосами на крыльях и красными хвостами.
«Пилоты из Таскиги» были первыми военными лётчиками-афроамериканцами в Вооружённых силах США. Во время Второй мировой войны чернокожие американцы во многих штатах США по-прежнему подчинялись законам Джима Кроу, а американские военные были расово разделены. Военнослужащие Таскиги также подвергались дискриминации, как внутри, так и вне армии.